# ふたりのお嬢様!!
『ふたりのお嬢様!!』（ふたりのおじょうさま、原題：千金百分百）は、2003年に制作された台湾ドラマ。全25話。

## あらすじ
代理母から双子の女の子が生まれた。姉のフェヤンが大富豪の娘として育てられる一方、妹のシャオフォンは代理母に連れて逃げられる。幸せ絶頂のフェヤンは20歳の誕生日に育ての親が事故で亡くなり、自身も重傷を負う。偶然通りかかった整形外科医に助けられ、顔を移植されるが、それは外科医の亡くなった娘の顔であり、生き別れたシャオフォンにそっくりだった。

## 出演
- ウエシャン役 - 霍建華（ウォレス・フォ）
- シャオフォン役 - 陳喬恩（ジョー・チェン、七朵花）
- フェヤン役 - 林韋君（ペニー・リン）
- ピーター役 - 温兆倫（デリック・ワン）
- チャーリン役 - 許孟哲（ジェイソン・シュー、5566）